# Комлой Баняс
«Комлой Баняс» (угор. Komlói Bányász SK) — угорський футбольний клуб в місті Комло, медьє Баранья, заснований у 1922 році. Провів 13 сезонів у вищому дивізіоні країни: 1957/58, 1961/62—1965, 1967, 1969—1972/73.

## Історія

### Історичні назви
- 1922: Komló SC
- 1931: Komlói SE
- 1948: Komlói Tárna Sport Egyesület
- 1950: Komlói Szakszervezeti Sport Egyesület
- 1951: Komlói Bányász SK

### 1922—1935
Перший спортивний клуб у місті був створений у 1922 році під назвою «Комлой» (угор. Komlói SC). Через рік, у 1923 році, була сформована перша футбольна команда, і головним тренером був призначений Акост Кешмаркі.
Незабаром тренером став Елек Добша. Він обрав клубу синьо-білі футболки, в яких команда грає до сих пір.
У 1931 році назва команди змінилась на «Комлой СК» Komlói Sport Egyesület.

### 1936—1969
На сезон 1936/37 команда вийшла до вищого дивізіону чемпіонату медьє Баранья, де виступала тривалий час.
З 30 серпня 1948 року команда носила ім'я «Комлой Тарна» (угор. Komlói Tárna Sport Egyesület) і 1950 року вийшла до другого за рівним дивізіону Угорщини.
У 1951 році команда стала називатись «Комлой Баняс» (угор. Komlói Bányász Sport Klub) і посіла 8 місце у другому дивізіоні. У 1952 році вони посіли 6 місце, а в 1953 році завоювали срібну медаль.
В сезоні 1956/57 клуб переміг у західній групі другого дивізіону і вперше в своїй історії вийшов до елітного дивізіону. Тоді ж був відкритий і новий стадіон команди до історичного сезону у NB I.
Вони зіграли свій перший матч у вищому дивізіоні проти «Ференцвароша» в гостях, де вони програли 1:3. Хоча протягом сезону було кілька вдалих матчів, в тому числі перемога 3:2 вдома над «Гонведом» і перемога 1:0 в гостях над «Уйпештом», у складі яких були легендарні Йожеф Божик та Ференц Суса відповідно, але команда зайняла лише 13 місце і вилетіла з вищого дивізіону.
Клуб залишився у другому дивізіоні три роки, зайнявши друге, третє та перше місце відповідно і 1961 року повернувся в еліту. Цього року 12 000 вболівальників, майже половина населення міста, прийшли на першу домашню гру проти «Ференцвароша» (2:2), встановивши рекорд відвідуваності арени.
В сезоні 1963 року команда досягла найкращої позиції в історії — вони були лише на два очки позаду чемпіона Угорщини, зайнявши четверте місце.

### 1970—1971

#### Кубок володарів кубків
1970 року клуб несподівано вийшов до фіналу кубка Угорщини, де поступився 2:3 «Уйпешту», але оскільки столична команда також здобула і титул чемпіона та кваліфікувалась до Кубка європейських чемпіонів, «Комлой Бан'яс» отримав шанс зіграти у Кубку кубків 1971/72.
У першому ж раунді угорська команда потрапила на «Црвену Звезду» з Белграду. Доля двобою була вирішена вже в першому матчі, оскільки югославська команда була значно сильнішою і виграла матч у Комло 7:2. Другий матч перетворився на формальність, але, на великий подив «Комлой Бан'яс» його виграв 2:1, привернувши увагу всієї Європи, оскільки «Црвена Звезда» вже п'ять років не програвала вдома.

#### Тур по Америці
У грудні 1971 року команда відправилась за кордон на п'ять матчів на запрошення федерації футболу Еквадору, Коста-Рики та Колумбії. Угорська команда була добре кваліфікована і змогла повернутися додому з 2 перемогами та 3 нічиями, не програвши жодної гри.

### 1972—1996
В національному ж чемпіонаті команда свій перший єврокубковий сезон закінчила на 8 місці, але вже наступного розіграшу (1972/73) стала останньою, шістнадцятою і була змушена попрощатися з вищим дивізіоном влітку 1973 року.
У сезоні 1973/74 команда знову успішно виступила в угорському кубку і вийшла у фінал, де їх зупинив «Ференцварош», однак у чемпіонаті команда грала посередньо, виступаючи у другому дивізіоні до 1982 року, коли вилетіла у третій дивізіон і надовго там затрималась.

### 1997—2015
Лише 1997 року команда виграла NB III і вийшла в другий дивізіон, де грала до 2001 року, після чого остаточно опустилась у третій дивізіон.
Команда провела найгірший розіграш за всю свою історію в сезоні 2013/14, фінішувавши на останньому місці у своїй групі NB III із лише 11 очками. Але вони впевнено виграли чемпіонат медьє в наступному сезоні і повернулись у третій дивізіон.
У третьому дивізіоні сезону 2015/16 «сині» посіли шосте місце, але наступного року (2016/17) через фінансові проблеми її залишили більшість гравців і команда знову стала останньою, набравши лише 9 очок. В подальшому стала виступати в чемпіонаті медьє Баранья, четвертому за рівнем дивізіоні країни.

### Виступи у Єврокубках
| Сезон   | Турнір | Раунд   | Суперник        | Вдома | В гостях | Загалом |
| ------- | ------ | ------- | --------------- | ----- | -------- | ------- |
| 1971-72 | KEK    | 1 раунд | «Црвена Звезда» | 2-7   | 2-1      | 4-8     |

## Досягнення
- Четверте місце чемпіонату Угорщини : 1963 (найвищий результат)
- Переможець NB II: 1956, 1960-61
- Фіналіст Кубка Угорщини : 1970, 1973-74